# Psychotria obscurinervia
Psychotria obscurinervia är en måreväxtart som beskrevs av Elmer Drew Merrill. Psychotria obscurinervia ingår i släktet Psychotria och familjen måreväxter. Inga underarter finns listade i Catalogue of Life.